# Khwaja Ghar
Khwaja Ghar ou Khuwja Ghar é um distrito da província de Takhar, no Afeganistão.